# 엑스트라 (2005년 영화)
《엑스트라》(영어: The Extra)는 오스트레일리아에서 제작된 케빈 칼린 감독의 2005년 로맨틱 코미디 영화이다. 지모인이 각본을 쓰고 주연으로 출연하였다.

## 출연
- 지모인
- 캐서린 슬래터리
- 리스 멀둔
- 숀 미칼러프
- 토니 니콜라코풀로스
- 마이클 베이치
- 샘 힐리

## 반응

### 박스 오피스
오스트레일리아 박스 오피스에서 749,113 달러의 수익을 거두었다. 오스트레일리아에서 박스 오피스 실패작으로 간주된다.

### 해외 개봉
2007년 중국에서 일반 개봉되면서 《크로커다일 던디》(1986) 이후 중국에서 일반 개봉된 첫 오스트레일리아 영화가 되었다.

## 같이 보기
- 오스트레일리아 영화